# مجلس التعليم العالي (تركيا)
مجلس التعليم العالي (بالتركية: Yükseköğretim Kurulu, YÖK) هو المجلس المسؤول والمشرف على الجامعات في تركيا بالصفة التي تحددها المادة 130 من دستور 1982. الرئيس الحالي للمجلس هو إيرول أوزفار الأستاذ السابق في جامعة مرمرة، والذي عينه الرئيس التركي رجب طيب أردوغان.